# Ђеврске
Ђеврске су насељено мјесто код Кистања, у Далмацији. Припадају општини Кистање у Шибенско-книнској жупанији, Хрватска. Према попису становништва из 2011. године у насељу је живело 293 становника. Према прелиминарним подацима са последњег пописа 2021. године у месту је живело 169 становника.

## Географија
Ђеврске се налазе око 10 км југозападно од Кистања, на жељезничкој прузи Книн – Задар.

## Историја
Ђеврске се од распада Југославије до августа 1995. године налазиле у Републици Српској Крајини. До територијалне реорганизације у Хрватској насеље се налазило у саставу бивше велике општине Книн.
Током агресије на РСК августа 1995. године хрватска војска заузела је Ђеврске протерујући већинско српско становништво.

## Култура
У Ђеврскама се налази храм Српске православне цркве Светог пророка Илије из 1537. године.

## Становништво
Према попису становништва из 2001. године, Ђеврске су имале 248 становника. Ђеврске су према попису из 2011. године имале 293 становника, и биле су углавном насељене Србима.
| \| Национални састав према попису из 1991. \| Национални састав према попису из 1991. \| Национални састав према попису из 1991. \| Национални састав према попису из 1991. \| Национални састав према попису из 1991. \| \| --------------------------------------- \| --------------------------------------- \| --------------------------------------- \| --------------------------------------- \| --------------------------------------- \| \| \| \| \| \| \| \| Срби \| Срби \| \| 817 \| 97,72% \| \| Југословени \| Југословени \| \| 3 \| 0,35% \| \| Хрвати \| Хрвати \| \| 3 \| 0,35% \| \| Роми \| Роми \| \| 1 \| 0,11% \| \| Словенци \| Словенци \| \| 1 \| 0,11% \| \| неопредељени \| неопредељени \| \| 5 \| 0,59% \| \| непознато \| непознато \| \| 6 \| 0,71% \| \| укупно: 836 \| \| \| \| \| |              |  |     |        |
| Национални састав према попису из 1991. |              |  |     |        |
| |              |  |     |        |
| Срби | Срби         |  | 817 | 97,72% |
| Југословени | Југословени  |  | 3   | 0,35%  |
| Хрвати | Хрвати       |  | 3   | 0,35%  |
| Роми | Роми         |  | 1   | 0,11%  |
| Словенци | Словенци     |  | 1   | 0,11%  |
| неопредељени | неопредељени |  | 5   | 0,59%  |
| непознато | непознато    |  | 6   | 0,71%  |
| укупно: 836 |              |  |     |        |

| Националност | 1991. | 1981. | 1971. | 1961. |
| Срби         | 817   | 747   | 1.016 | 1.100 |
| Југословени  | 3     | 94    | 2     | 1     |
| Хрвати       | 3     | 3     | 17    | 11    |
| Словенци     |       |       | 1     |       |
| Црногорци    |       | 1     |       |       |
| непознато    | 13    | 3     | 8     |       |
| Укупно       | 836   | 848   | 1.044 | 1.112 |

| Демографија | Демографија | Демографија |
| Година      | Становника  | Становника  |
| ----------- | ----------- | ----------- |
| 1961.       | 1.112       |             |
| 1971.       | 1.044       |             |
| 1981.       | 848         |             |
| 1991.       | 836         |             |
| 2001.       | 248         |             |
| 2011.       | 293         |             |

### Родови
У Ђеврскама су до 1995. године живели родови:
Православци: Ардалићи, славе Ђурђевдан; Баљковићи, славе Лазареву Суботу; Бижићи, славе Митровдан; Бјелановићи, славе Св. Николу; Бокуни, славе Св. Стефана; Бораци, славе Св. Стефана; Бунчићи, славе Св. Јована; Војиновићи, славе Св. Јована; Гњидићи, славе Св. Николу; Добрићи, славе Ђурђевдан; Добријевићи, славе Св. Стефана; Драгаши, славе Св. Јована; Ђурице, славе Ђурђевдан; Живковићи, славе Ђурђевдан; Јаковљевићи, славе Ђурђевдан; Јелаче, славе Ђурђевдан; Јовићи, славе Св. Илију; Јолићи, славе Св. Јована; Корде, славе Св. Јована; Летунице, славе Св. Јована; Лежаићи, славе Св. Стефана; Малешевићи, славе Св. Јована; Мандићи, славе Св. Јована; Милошевићи, славе Св. Николу; Павићи, славе Св. Јована; Радошевићи, славе Св. Стефана; Ракићи, славе Ђурђевдан; Рончевићи, славе Св. Јована; Томасовићи, славе Св. Николу; Тошићи, славе Св. Јована; Ћакићи, славе Ђурђевдан; Црваци, славе Св. Јована; Цвјетани, славе Св. Трифуна; Шарићи, славе Св. Николу.

## Познате личности
- Владимир Ардалић, српски етнолог.
- Сава Бјелановић, српски политичар.
- Веселинка Црвак, југословенска кошаркашица, бивша кошаркашица Елемеса из Шибеника и мајка Дарија Шарића.
- Дарио Шарић, хрватски кошаркаш.
- Предраг Шарић, југословенски кошаркаш, бивши кошаркаш Шибенке и отац Дарија Шарића.